# André Bénac
André Bénac (1858-1937) est un haut fonctionnaire français, banquier, homme d'affaires influent de la IIIe République. Ce fut aussi un homme politique dans le département du Finistère.

## Biographie

### Milieu familial et formation
André Bénac naît à La Réole (Gironde) - une rue y porte son nom - le 1er septembre 1858 et décède à Paris le 20 octobre 1937. Il est le fils de Jean Bénac, liquoriste, et d’Elisabeth Mouchon.
Il épouse en 1886 Edmée Champion, fille de l'historien Edme Champion. Leur fils Jean Bénac (1891-1914) est tué à Thann au début de la première guerre mondiale. L'éclat d'obus qui l'atteint tue également le fils de Louis Barthou,.
André Bénac effectue ses études supérieures à Bordeaux : il est reçu avocat puis soutient sa thèse pour le doctorat en droit à la faculté de droit de Bordeaux le 15 janvier 1880 : en droit romain, elle porte sur "la Propriété et l'administration des mines chez les Romains"; en droit français, sur les "Dépenses obligatoires des communes". Il sera appelé à intervenir dans ces deux domaines dans la suite de sa carrière.

### Le haut fonctionnaire

#### Le Conseil d'État
Le 6 juin 1880, peu après l'obtention de son doctorat en droit, Bénac est reçu au Conseil d'État en qualité d'auditeur de 2e classe et est attaché à la section du Contentieux ; il passe à la section des Travaux publics en 1883. Il devient auditeur de 1re classe le 17 mars 1885, puis maître des requêtes le 1er octobre 1889. Il est rapporteur du comité consultatif des chemins de fer en 1889, membre de la commission chargée de l'application de la loi de 1889 relative aux troupes coloniales, membre du comité consultatif des Postes et télégraphes en 1891, membre de la commission d'application de la loi sur les primes à la sériciculture et à la filature de la soie en 1892, de la commission chargée de préparer le règlement de la Marine marchande en 1893, du comité du Contentieux de l'Intérieur en 1894. Il est à nouveau attaché à la section du Contentieux en 1896 puis aux Travaux publics en 1897. Il est maître des requêtes honoraire le 29 mars 1901,.

#### Les cabinets ministériels et la haute administration
La carrière d'André Bénac au Conseil d'État est entrecoupée de passages dans les cabinets ministériels des républicains modérés de la IIIe République. Il suit notamment David Raynal dans plusieurs ministères occupés par ce dernier. Il est d'abord attaché à son cabinet au ministère des Travaux publics (dans le gouvernement Léon Gambetta) du 14 novembre 1881 au 26 janvier 1882. Il devient ensuite chef adjoint du cabinet de ce même ministère du 11 août 1882 au 24 février 1883 dans le gouvernement Charles Duclerc et le gouvernement Armand Fallières.
Il passe chef de cabinet de Raynal au ministère des Travaux publics du 24 février 1883 au 6 avril 1885 dans le 2e gouvernement Jules Ferry. C'est dans ce cadre que sont signées les conventions de chemins de fer de 1883. Celles-ci visaient à transférer de l'État aux compagnies de chemins de fer la construction du 3e réseau de chemin de fer que l'État, sans ressources, ne pouvait financer, ce qui signait l'échec du Plan Freycinet. André Bénac "a joué un rôle prépondérant dans les négociations, avant d'entrer quelque temps plus tard dans les conseils d'administration du Paris-Orléans et du Midi". Ces conventions, qualifiées de "scélérates" par plusieurs oppositions, donnent lieu à un scandale qui rebondit à plusieurs reprises, notamment en 1888 et 1895. Ces attaques ne sont pas dénuées d'arrière-pensées politiques dans le contexte de l'Affaire de Panama et de l'Affaire Dreyfus, "à la frontière de la calomnie et du litige" : les procès et la commission d'enquête parlementaire blanchissent Raynal.
Fidèle à David Raynal, André Bénac est son directeur de cabinet, du personnel et du secrétariat au ministère de l’Intérieur, du 30 décembre 1893 au 30 mai 1894, dans le gouvernement Jean Casimir-Périer.
Le 1er avril 1901, André Bénac devient directeur du Mouvement général des fonds, l'ancêtre de la direction du Trésor au ministère des Finances, sous les ministères Joseph Caillaux et Maurice Rouvier. Il quitte la fonction publique fin 1903 et il devient Directeur général honoraire au ministère des Finances au 1er janvier 1904.

### L'homme d'affaires
Le 31 décembre 1903, André Bénac quitte la haute administration sur le conseil de ses médecins, du fait d'une activité trop intense. Ne se résignant pas à l'inactivité ou à une retraite dans sa propriété bretonne, il rejoint le secteur privé, pour ce qu'il est convenu d'appeler le pantouflage. Plus que la direction de grand services ou d'entreprises, son activité consiste dès lors en conseil et en négociation.
Il illustre ainsi l'alliance entre la République "orléaniste" et les milieux d'affaires mise en évidence par l'historien Jean Garrigues. Son carnet d'adresses, son expérience et sa capacité de négociation en font un élément recherché des conseils d'administration. À son décès, ses collègues et le milieu des affaires louent ses capacités d'écoute, son attention très paternaliste au monde ouvrier, sa bienveillance, son impartialité et son égalité d'humeur,. La presse ouvrière de gauche ou d’extrême gauche salue au contraire la disparition d'un "grand féodal",ou d'un membre des deux cents familles (quoiqu'il n'ait cependant rien d'un héritier).

#### Le banquier
En 1904, Bénac est coopté comme censeur, puis administrateur au sein du conseil d'administration de la Banque de Paris et des Pays-Bas qu'on appelle aussi Paribas,. Il le reste jusqu'à son décès en 1937. Cette banque d'affaires créée des entreprises, détient des participations ou organise des financements : André Bénac figure au nombre des administrateurs qu'elle envoie pour représenter la banque au sein des conseils d'administration de ces compagnies. C'est le cas lorsqu'elle demande à André Bénac de la représenter au sein du conseil d'administration de la Société générale avec laquelle elle resserre ses liens en 1906,. Il représente ainsi Paribas au sein de la Banque russo-asiatique, filiale commune aux deux banques créée en 1910,. André Bénac effectue plusieurs déplacements en Russie pour superviser des entreprises filiales ou pour la négociation d'emprunts de l'État russe. Il représente également Paribas au conseil de la Banque franco-polonaise, de la Banque de Salonique (président) ou de la banque roumaine Marmorosch Blank.

#### Le président et l'administrateur de sociétés
Jusqu'à son décès en 1937, Bénac a siégé dans de nombreux conseils d'administration d'entreprises pour représenter la banque Paribas ou à titre personnel. La base de données DFIH (Data for Financial History) permet de dresser une liste non exhaustive des compagnies cotées à la Bourse de Paris où il a siégé, outre les banques signalées plus haut:  
Président : Société civile des houilles de Marles, Compagnie parisienne de distribution d’électricité, Compagnie parisienne de l’air comprimé, Banque de Salonique, Société électrique du Nord-Ouest
Vice-président : Compagnie de chemin de fer de Paris à Orléans, Banque Franco-polonaise
Membre du conseil de surveillance : Norvégienne de l’Azote (NorskHydro), 
Administrateur : Forges et aciéries du Nord et de l’Est, Raffineries et sucres Say, Crédit foncier franco-canadien, Société internationale de régie co-intéressée des tabacs du Maroc, Société générale des chemins de fer économiques, Assurances la Prévoyance, Union Hydro-électrique, Compagnie des chemins de fer de Santa Fé, Société immobilière turque de Stamboul.

### Implantation et activité politique dans le Finistère

#### Installation à Fouesnant
En 1887, André Bénac achète la ferme de Kerengrimen sur la commune de Fouesnant (Finistère). La famille poursuit ses acquisitions à proximité, à Beg-Meil et Mousterlin. Il construit la maison de Keraël (ou Ker-Aël) où il réside dès 1892 pendant la période estivale. Il y reçoit de nombreuses personnalités et favorise la jonction ferroviaire ou maritime depuis Concarneau.
André Bénac demande en 1924 et obtient en 1926 la concession de marais de Mousterlin en vue de la création d'un polder qui sera réalisé progressivement. La Dépêche de Brest salue le 23 mai 1936 "les magnifiques travaux exécutés grâce à la prévoyance de M. André Bénac" mais l'Ouest éclair du 28 janvier 1928 signale le "beau tollé" suscité par l'opération.
A Fouesnant, Bénac multiplie les initiatives pour améliorer la vie locale, comme l'agrandissement de la cale de Beg-Meil : la presse locale s'en fait largement l'écho. C'est aussi un propriétaire terrien attentif à ses cultures et il remporte plusieurs prix pour les productions de ses vergers de pommes dont la culture rationnelle est mise en avant.

#### Mandats électoraux en Finistère
André Bénac s'intègre à la vie politique locale en se faisant élire conseiller municipal de Fouesnant de 1919 à 1935. Il est aussi conseiller général du canton de Fouesnant à partir de 1919 et vice-président du conseil général du Finistère de 1923 à 1934.

### Des relations étroites avec les milieux littéraires et artistiques
Par goût et du fait de sa position sociale le mettant au carrefour de plusieurs réseaux, André Bénac a été très proche des milieux littéraires et artistiques. Il est notamment président des amis de l'Opéra, vice-président du Comité directeur de l'expansion artistique. En 1909, Bénac figure parmi les soutiens de Diaghilev pour le financement de la saison russe, sa tournée internationale de ballets,.

#### Anatole le Braz
C’est probablement avec l'écrivain breton Anatole Le Braz, l’auteur de La légende de la mort chez les Bretons armoricains, que les Bénac ont entretenu les relations les plus proches. En 1901, Le Braz fait une longue dédicace de son roman Le sang de la sirène « à Madame Andrée Bénac, née Edmée Champion ». André Bénac soutient l'écrivain et le reçoit comme officier dans l'ordre de la Légion d'honneur le 6 décembre 1914. Après la mort de l'écrivain (1926), André Bénac soumet en 1932 une pétition à la ville de Paris en vue de nommer une rue de Paris "Anatole Le Braz".

#### Marcel Proust
André Bénac était "le plus vieil ami" d'Adrien Proust, le père de Marcel Proust, selon ce dernier, et l'on suggère même que Jean Bénac, fils d'André, ait pu servir, au moins partiellement, de modèle pour le Robert de Saint-Loup de La Recherche. Beg-Meil a été recommandé à l'écrivain, qui s'y rend en compagnie de son ami le musicien Reynaldo Hahn en 1895 ; ils trouvent le peintre Thomas-Alexander Harrison sur place à la ferme de Kerengrimen et séjournent un mois dans la région. Les premières lignes du roman de jeunesse de Proust, Jean Santeuil, décrivent la ferme de Kerengrimen.

#### Edouard Vuillard
En 1936, pour célébrer la Grand Croix dans l'ordre de la Légion d'honneur décernée à André Bénac, la Compagnie parisienne de distribution d'électricité, dont il est le président, lui offre son portrait peint par le peintre Nabi Edouard Vuillard. La compagnie conserve un autre exemplaire, au cadrage plus large. L'exemplaire familial est aujourd'hui au Musée de Cleveland (Ohio, États-Unis) tandis que l'autre est à Zurich en Suisse,.

### Décès et obsèques
André Bénac décède à Paris le 20 octobre 1937 à la suite d'une mauvaise chute à Menton. Ses obsèques ont lieu dans l'intimité à Beg-Meil ; il est enterré dans la chapelle familiale de Kerengrimen où il avait obtenu de pouvoir enterrer son fils Jean mort au front en 1917.

## Distinctions honorifiques
- Grand-croix de la Légion d'honneur (décret du 24 juillet 1934) ; chevalier (décret du 1er novembre 1883, officier (décret du 2 juin 1894), commandeur (décret du 31 décembre 1903), grand officier (décret du 8 juillet 1927)[1].

- André Bénac est nommé membre du conseil de l'Ordre de la Légion d'honneur le 10 octobre 1925[40].